# Cactus (band)
Cactus was een Amerikaanse bluesrockband, die in 1969 ontstond uit de band Vanilla Fudge.

## Bezetting
Bij oprichting
- Tim Bogert (bas)
- Carmine Appice (drums)
- Jim McCarty (gitaar)
- Rusty Day (zang, mondharmonica)

Latere bezetting
- Werner Fritzschings (gitaar)
- Norbert Lange (bas)
- Peter French (zang)
- Duane Hitchings (keyboards)

Als New Cactus Band
- Roland Robinson (zang, bas)
- Jerry Norris (zang, drums)
- Mike Pinera (zang, gitaar)

## Geschiedenis
Tim Bogert en Carmine Appice wilden eigenlijk een nieuw project starten met Jeff Beck, dat uiteindelijk niet doorging wegens een zwaar auto-ongeval van Beck. Aldus richten beiden met Jim McCarty en Rusty Day de band Cactus op. Mcarthy kwam uit de Buddy Miles Express en daarvoor speelde hij bij Mitch Ryder. Day was als vocalist te horen op de Amboy Dukes lp Migrations. Hun debuutplaat uit 1970 laat harde bluesrock horen in de stijl van Led Zeppelin en bevat een supersnelle versie van de bluesklassieker Parchmen farm. Opvolgers One way or another en Restrictions zijn van hetzelfde pak, maar eind 1971 worden eerst McCarty en daarna Day uit de band gezet. Hun opvolgers werden Pete French als zanger, Werner Fritchings op gitaar en Duane Hitchings op keyboards, maar hun stijl veranderde in een meer commerciële stamprock, waarna de stekker eruit werd getrokken. In 1972 verlieten Bogert en Appice de band om met de weer herstelde Beck het trio Beck, Bogert & Appice te vormen. De band ging verder met een aangevulde bezetting (Robinson, Norris, Pinera) als New Cactus Band, maar na een korte periode werd de band in 1973 ontbonden.
In 1982 had Rusty Day samen met Uncle Acid & The Permanent Damage Band gewerkt aan een album. Hij had ook onder andere zijn geld verdiend met drugshandel. Day was geld schuldig aan Ron Sanders, een van de gitaristen van zijn band en afhankelijk van drugs, voor een kleine cocaïnedeal. Deze opende op 6 maart 1982 het vuur met een machinegeweer en schoot Day, diens zoon Russell en Garth McRae neer.
Na een onderbreking van tientallen jaren verscheen de band in juni 2006 bij twee shows in New York en bij het Sweden Rock Festival in Norje. De bezetting bestond weer uit de oud-leden Appice, Bogert en McCarty. Als zanger voegde Jimmy Kunes (voorheen Savoy Brown) zich bij de band. In hetzelfde jaar publiceerde de band ook een nieuw album met de titel Cactus V.
Bogert & Appice zijn tegenwoordig weer met Vanilla Fudge onderweg.

## Discografie

### Studioalbums
- 1970: Cactus
- 1971: One Way … Or Another
- 1971: Restrictions
- 1972: Ot 'n' Sweaty
- 2006: Cactus V
- 2016: Black Dawn
- 2021: Tightrope

### Livealbums / compilaties
- 1973: Son Of Cactus (als The New Cactus Band)
- 1996: Cactology: The Cactus Collection
- 2004: Barely contained: The Studio Sessions
- 2004: Fully unleashed: The Live Gigs
- 2007: Fully unleashed: The Live Gigs Vol.2
- 2012: Do Not Kick Against the Pricks
- 2013: The Collection (cd & dvd)